# Instytut Geografii Społeczno-Ekonomicznej i Gospodarki Przestrzennej Uniwersytetu Warszawskiego
Instytut Geografii Społeczno-Ekonomicznej i Gospodarki Przestrzennej – jeden z instytutów Wydziału Geografii i Studiów Regionalnych Uniwersytetu Warszawskiego kształcący w trybie dziennym na kierunku geografia i gospodarka przestrzenna w następujących specjalizacjach: geografia społeczno-ekonomiczna, geografia turyzmu, dydaktyka geografii, planowanie strategiczne rozwoju regionalnego i lokalnego.

## Władze[1]
- Dyrektor Instytutu – prof. dr hab. Andrzej Kowalczyk
- Zastępca Dyrektora – dr Waldemar Wilk

## Struktura[1]
- Zakład Dydaktyki Geografii i Krajoznawstwa
kierownik: prof. dr hab. Florian Plit
- Zakład Geografii Miast i Organizacji Przestrzennej
kierownik: prof. dr hab. Andrzej Lisowski
- Zakład Geografii Turyzmu i Rekreacji
kierownik: prof. dr hab. Andrzej Kowalczyk
- Zakład Rozwoju i Polityki Lokalnej
kierownik: dr hab. Paweł Swianiewicz, prof. UW